# 奥地利星
奥地利星（136 Austria）是第136颗被人类发现的小行星，于1874年3月18日发现。奥地利星的直径为40.1千米，质量为6.8×1016千克，公转周期为1262.933天。
該小行星以奧地利命名。